# 波兰劳动党—80年8月
波兰劳动党－80年8月（波蘭語：Polska Partia Pracy – Sierpień 80）是波兰的一个已不存在的左翼政党。该党成立于2001年11月11日，当时取名为替代－劳动党。2004年1月10日，它改名为波兰劳动党。2009年11月20日，它改名为波兰劳动党－80年8月。2011年9月，托派组织社会主义替代的一些成员加入该党。2017年1月24日，该党解散。
该党的意识形态是民主社会主义、反资本主义、软欧洲怀疑主义、马克思主义。它的总部位于华沙。该党的母组织是自由工会“80年8月”－联合会。该党曾派代表出席欧洲反资本主义左翼的会议。